# QFRONT
QFRONT(キューフロント, 큐프론트)는 일본 도쿄 시부야구에 위치한 상업용 빌딩이다.

## 개요
시부야역 하치코 출구 앞 도겐자카 남단의 스크램블 교차로 앞에 위치해 있다. 1960년대부터 1997년까지 같은 자리에 있던 오피스 빌딩인 '미네기시 빌딩' (峰岸ビル)을 철거하고 지은 건물로, 도큐 백화점 삿포로점을 관리하는 자회사인 삿포로 플라자 주식회사가 사업주를 맡아 1999년 12월에 준공하였다.
빌딩 벽면의 대부분이 유리로 되어 있으며 그 내부에는 대형 전자 간판인 '큐즈아이' (キューズ・アイ, Q's EYE)가 설치되어 있으며 시부야 스크램블 교차로 주변 풍경을 이루는 랜드마크이다. 빌딩 바로 옆에는 시부야 센터 거리의 입구가 자리해 있다.
큐즈아이에는 중앙의 메인비전 (가로 13m × 세로 7.7m)과 그 주변을 둘러싸도록 설치된 아트비전 (가로 19m × 세로 23.9m)라는 이름의 두 LED 디스플레이로 구성되어 있으며 여러 기업의 광고를 내보낸다. 메인비전은 HD 화질의 방송을 지원하며, 메인비전과 아트비전을 연동시켜 1,200인치의 거대한 스크린으로 사용할 수도 있다. 과거에는 'Message a 55'라는 특별 프로그램이 진행되기도 했는데, 주의사항을 벗어나지 않는 한도 내에서 어느 누구든 그림과 영상으로 이뤄진 메시지를 큐즈아이에 내보내도록 할 수도 있었다.
QFRONT 빌딩의 부동산은 2002년 삿포로플라자의 모회사인 도큐백화점이 유동화를 거친 특수목적회사인 '큐에프 에셋 펀딩 유한회사'에 신탁수익권을 매각하였다. 2003년 9월부터는 도큐 리얼 에스테이트 투자법인이 큐에프로부터 신탁 수익권을 취득하여 지금까지 이어지고 있다.

## 입점 기업
주요 입점 기업은 1-2층에 입점한 스타벅스 커피이며, 지하 2층부터 지상 6층까지는 츠타야의 거점인 '시부야 츠타야'가 입점해 있다. 6층에는 와이어드 카페 시부야 QFRONT점이, 8층에는 다이닝바 푼라쿠가 자리해 있다. 개업 당시에는 도호 그룹이 운영했던 소규모 영화관인 '시네프론트' (シネフロント)도 있었지만 2010년 1월 22일에 폐점하고 그 자리에 시부야 츠타야의 만화류 매장이 들어와 4월 23일부터 영업을 개시하였다.

### 층수 안내
- 8F　시부야 다이닝 푼라쿠
- 7F　츠타야 (서적), 와이어드 카페
  - QFRONT 빌딩이 생겼을 당시에는 시부야시네프론트 (渋谷シネフロント, 도호시네마즈 직영 헐리우드 영화관)과 시부야 다카라즈카 극장 (渋谷宝塚劇場, 도호 일본영화관이 있었지만 2010년 1월 22일부터 폐관하고 같은 자리에 츠타야가 들어와 만화류 매장이 4월 23일부터 영업을 시작했다.
- 6F　츠타야 (서적)
- 5F　츠타야 (DVD 대여/헐리우드）
- 4F　츠타야 (DVD 대여/국내영화,애니메이션,어덜트)
- 3F　츠타야 (CD, DVD 대여)
- 2F　츠타야 (CD, DVD 판매), 스타벅스
- 1F　츠타야 (CD, DVD 판매), 스타벅스
- B1　츠타야 (코믹스)
- B2　츠타야 (신작게임, 중고게임, CD, DVD)

## 사진

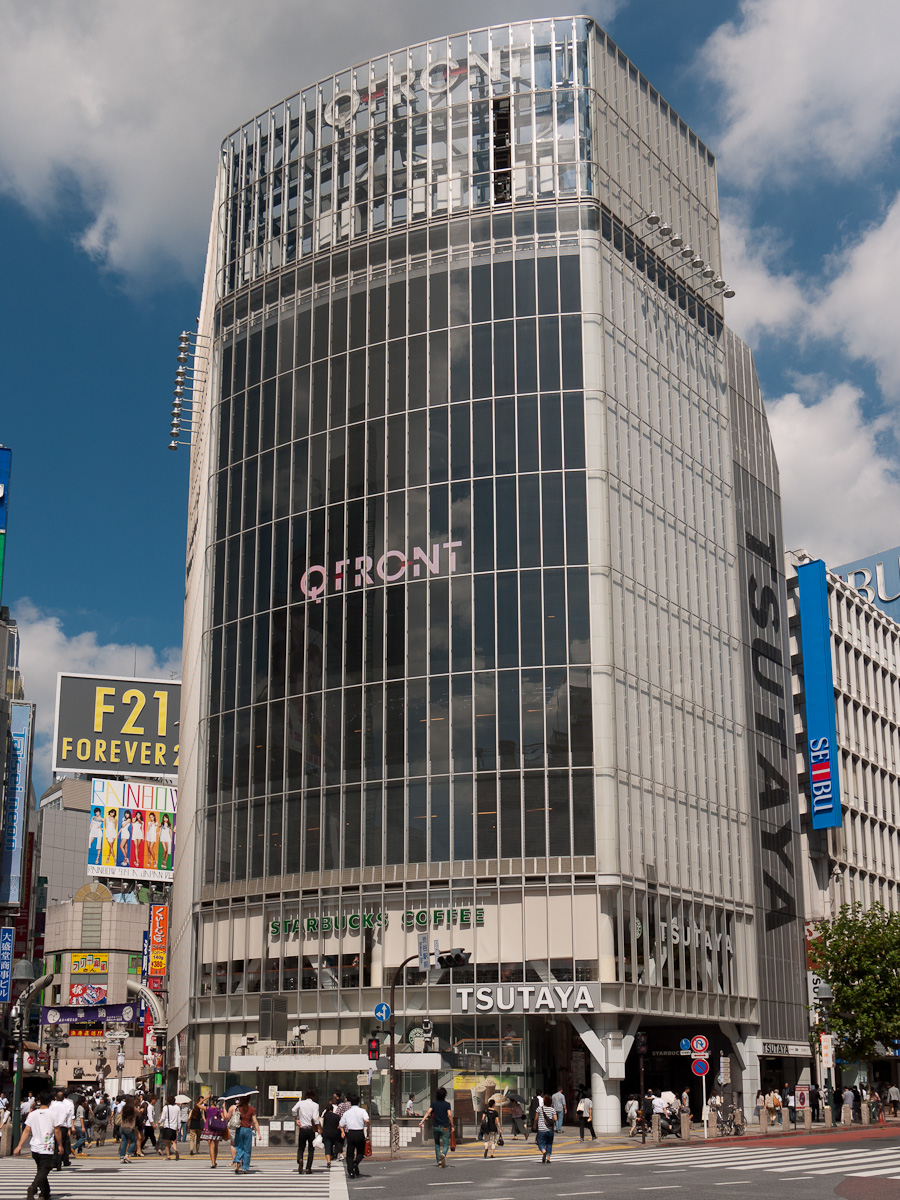
QFRONT 빌딩 외관
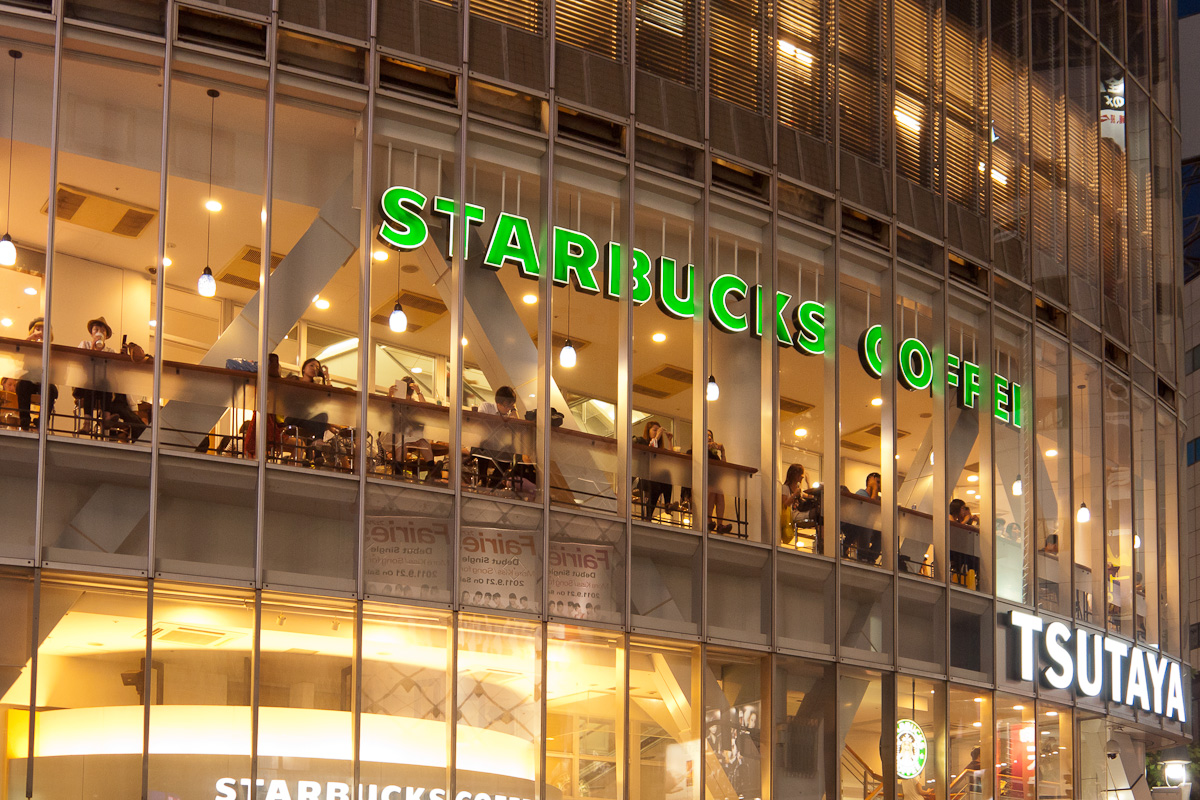
스타벅스 커피

## 같이 보기
- 도큐 그룹
- 도큐 백화점
- 109 (건축물)
- 츠타야
- 스타벅스